# Blokland (Holanda do Sul)
Blokland (52° 13′ N, 4° 47′ L) is a hamlet in the dos Países Baixos, na província de Holanda do Sul. Blokland (Holanda do Sul) pertence ao município de Liemeer, e está situada a 12 km, a nordeste de Alphen aan den Rijn.